# 박달화
박달화(1957년 ~ )는 대한민국의 방송인이다.

## 학력
- 한양대학교 연극영화과 학사
- 중앙대학교 언론대학원 석사과정 수료 (신문방송학 전공)

## 경력
- KBS 시사교양국 PD (1983년 입사)
- EBS 편성본부 운영팀장 (차장급)
- EBS 제작기술국 총괄팀장
- EBS 교육제작국 어린이청소년팀장 (부장급)
- EBS 편성본부 자료팀장
- EBS 편성본부 TV관리운영팀 자문위원
- EBS 방송본부 TV제작위원
- EBS 편성본부 편성관리팀장
- EBS 편성본부 기획팀장
- EBS 경영본부 뉴미디어국 콘텐츠제작팀 자문위원 (국장급)
- EBS 교육제작센터 e-러닝제작팀 제작위원
- EBS 편성본부 편성운영팀 제작위원